# Vietnamesischer Fußballpokal 2015
Der Vietnamesische Fußballpokal 2015, aus Sponsorengründen auch Kienlongbank National Cup genannt, war die 25. Saison eines Ko-Fußballwettbewerbs in Vietnam. Der Pokal wurde von der Vietnam Football Federation organisiert. Er begann mit der  ersten Runde am 4. April 2015 und endete mit dem Finale am 26. September 2015.

## Termine
| Runde         | Datum              |
| ------------- | ------------------ |
| 1. Runde      | 4. April 2015      |
| Achtelfinale  | 20. Juni 2015      |
| Viertelfinale | 24. Juni 2015      |
| Halbfinale    | 5. August 2015     |
| Finale        | 26. September 2015 |

## Resultate und Begegnungen

### 1. Runde
|                      | Ergebnis        |                         |
| -------------------- | --------------- | ----------------------- |
| 4. April 2015        |                 |                         |
| Phú Yên FC           | 1:1 (7:8 i. E.) | Bình Phước FC           |
| CLB Đồng Nai         | 3:1             | Hà Nội FC (1956)        |
| Sanna Khánh Hòa BVN  | 0:1             | Đắk Lắk FC              |
| CLB Công An Nhân Dân | 1:0             | Thành phố Hồ Chí Minh   |
| CLB bóng đá Huế      | 2:2 (2:3 i. E.) | Than Quảng Ninh FC      |
| SHB Đà Nẵng          | 1:0             | Dược Nam Hà Nam Định FC |

### Achtelfinale
|                    | Ergebnis        |                      |
| ------------------ | --------------- | -------------------- |
| 20. Juni 205       |                 |                      |
| Đồng Tâm Long An   | 5:0             | Bình Phước FC        |
| CLB Đồng Nai       | 3:1             | XSKT Cần Thơ         |
| Sông Lam Nghệ An   | 3:0             | Đắk Lắk FC           |
| Becamex Bình Dương | 3:1             | Quảng Nam FC         |
| Hoàng Anh Gia Lai  | 0:0 (4:2 i. E.) | CLB Công An Nhân Dân |
| Than Quảng Ninh FC | 2:5             | Hà Nội T&T           |
| FC Thanh Hóa       | 0:1             | SHB Đà Nẵng          |
| Hải Phòng FC       | 3:2             | FC Đồng Tháp         |

### Viertelfinale
|                  | Ergebnis |                    |
| ---------------- | -------- | ------------------ |
| 24. Juni 2015    |          |                    |
| Đồng Tâm Long An | 4:2      | CLB Đồng Nai       |
| SHB Đà Nẵng      | 1:2      | Hải Phòng FC       |
| Sông Lam Nghệ An | 1:2      | Becamex Bình Dương |
| Hà Nội T&T       | 2:0      | Hoàng Anh Gia Lai  |

### Halbfinale
|                  | Ergebnis |                    |
| ---------------- | -------- | ------------------ |
| 5. August 2015   |          |                    |
| Đồng Tâm Long An | 3:4      | Becamex Bình Dương |
| Hà Nội T&T       | 5:0      | Hải Phòng FC       |

### Finale
|                    | Ergebnis |            |
| ------------------ | -------- | ---------- |
| 26. September 2015 |          |            |
| Becamex Bình Dương | 4:2      | Hà Nội T&T |

| Vietnamesischer Pokalsieger 2015 |
| Becamex Bình Dương               |